# Maresciallo di seconda classe
Il maresciallo di seconda classe è il secondo grado dei marescialli dell'Aeronautica Militare. È l'equivalente del grado di maresciallo ordinario dell'Esercito o capo di seconda classe della Marina Militare. Il grado è equivalente al codice di grado NATO WO-2 (Warrant Officer). Nei documenti ufficiali è abbreviato M.llo 2 Cl. o M.llo 2 cl..
È superiore al grado di maresciallo di terza classe e subordinato al maresciallo di prima classe. Il distintivo di grado del maresciallo di seconda classe è costituito da due binari (barrette orizzontali) blu screziate d'oro.

Distintivo di grado del maresciallo di seconda classe